# La Vergine di Guadalupe
La Virgen de Guadalupe è un film del 1976 diretto da Alfredo Salazar.
La pellicola è basata sulle apparizioni di Nostra Signora di Guadalupe a Juan Diego Cuauhtlatoatzin.
In Italia il doppiaggio rimane inedito.